# Nederlandse Christelijke Radio Vereniging
De Nederlandse Christelijke Radio Vereniging (NCRV) was een Nederlandse publieke omroepvereniging. De NCRV bestond van 1924 tot en met 2018 en had een protestants-christelijke signatuur.
De NCRV werkte sinds augustus 2010 met de KRO, IKON en RKK aan een mogelijke fusie tot een grote confessionele omroep. Later stapte de IKON uit de fusiebesprekingen en ging ze samenwerken met de EO. In mei 2011 werd bekend dat de KRO en NCRV waarschijnlijk vanaf 2016 zouden fuseren met de gezamenlijke merknaam KRO-NCRV. De omroepbedrijven fuseerden op 1 januari 2014, de ledenverenigingen op 1 januari 2019.

## Geschiedenis

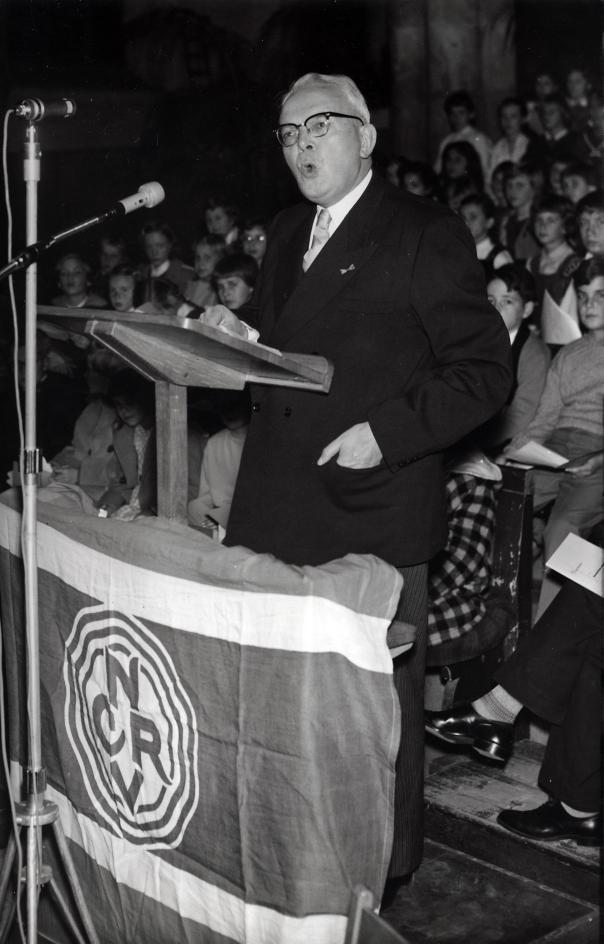
De voorzitter van de NCRV, mr. A.B. Roosjen, spreekt tijdens het 35-jarig bestaan. Utrecht, 16 november 1959.

De oprichting van de NCRV was een initiatief van de 25-jarige Pieter Kors Dommisse, een burgemeesterszoon uit Maassluis. Kors had een grote belangstelling voor radio en telefonie en begon in 1922 al met het bouwen van radio-ontvangers. Daarom was het niet vreemd dat hij de initiatiefnemer voor de oprichting van de NCRV was. De eerste ledenvergadering vond plaats op 15 november 1924, waarbij advocaat Abraham van der Deure gekozen werd tot voorzitter, iets wat hij tot 1948 zou blijven. De eerste uitzending was te horen via de zender van de Nederlandsche Seintoestellen Fabriek op 24 december 1924.
In de eerste decennia na haar oprichting liet de NCRV een orthodox-protestants (gereformeerd) geluid horen. De meeste andere publieke omroepen kwamen voort uit het middenveld, als maatschappelijke initiatief van burgers. De radio was voor de oprichters van de NCRV belangrijk om het evangelie daar te brengen waar men anders geen toegang had. Het was ook een middel om 'het christelijk volksdeel' te bevestigen en te ondersteunen.
De taak was ruimer dan het uitzenden van kerkdiensten, morgenwijdingen en dergelijke. Toch was het uitzenden van kerkdiensten goed voor de relatie met de kerken, wat behoorlijk bijdroeg aan de bestaanszekerheid van de NCRV.
Van 1938 tot 1941 werd een studio gebouwd voor de NCRV op de Bergweg in Hilversum, naar ontwerp van de architect Jakob van der Veen met glas-in-lood ramen van Max Nauta. Het gebouw is ontworpen in dezelfde trant als die van de architect Dudok. Sinds 2002 is het een Rijksmonument. Het gebouw werd in de loop der jaren uitgebreid met verschillende aanbouwen. In 2000 verhuisde de NCRV naar het AKN-gebouw aan de 's-Gravelandseweg 78-80, waar ook omroepen AVRO en KRO hun intrek namen.
Op 9 maart 1941 werd de NCRV in het kader van de gelijkschakeling ontbonden en vervangen door de Nederlandsche Omroep (NO). Tot eind 1941 maakte de Christelijke Radio Stichting (CRS), als rechtsopvolger van de NCRV, programma's in de zendtijd van de NO. Na de bevrijding poogde de overheid 1 nationale omroep te formeren, maar dat mislukte. Vanaf begin 1947 was de NCRV weer in de ether.
Door de komst van de EO in 1967 kon de NCRV zich verder ontwikkelen tot een meer open omroep, die mens- en maatschappijgericht is, vanuit de protestants-christelijke inspiratie.
Onderdeel van de missie van de omroep was dat deze zich liet inspireren door het protestants-christelijke gedachtegoed. De omroep maakt volgens eigen zeggen programma's voor radio, televisie en internet die niet (uitsluitend) iets te maken hebben met het christelijk geloof. In augustus 2010 kwamen er gesprekken op gang met de KRO, IKON en RKK over een mogelijke fusie tot een grote confessionele omroep. Eind 2012 koos de IKON voor samenwerking met de EO.

## Televisie
Vanaf de invoering van het programmeermodel in september 2006 waren de meeste programma's van de NCRV te vinden op NPO 2. Bekende titels zijn Altijd Wat en Man bijt hond. Maar ook op het brede, meer op amusement gerichte Nederland 1 waren NCRV-programma's te zien, zoals Praatjesmakers, De rijdende rechter, Babyboom, Deel je leven en Eén tegen 100. Op NPO 3 bood de NCRV ook programma's aan. Op Zapp was de NCRV vertegenwoordigd met jeugdprogramma's als Willem Wever, De BZT-Show en SpangaS.

### Programma's
Bekende NCRV televisie-programma's uit het verleden zijn:
- Swiebertje (vanaf 1955)
- Stiefbeen en zoon (1963)
- Memorandum van een dokter (1963)
- Farce Majeure (1966)
- Rodeo (1967)
- De Glazen Stad (1968)
- De kleine zielen (1969)
- De kleine waarheid (1970)
- Bartje (1972)
- Het meisje met de blauwe hoed (1973)
- De koperen tuin (1975)
- Pommetje Horlepiep (1976)
- Sil de strandjutter (1976)
- Showroom (1977)
- De Familie Knots (1980)
- De Zevensprong (1982)
- Thomas en Senior (1985)
- Mijn Idee (1985-1989)
- Ted's familiespelshow (1989)
- Holidayshow (1990)
- De stoel (1990)
- Blik op de Weg (1991)
- De zomer van '45 (1991)
- Zonder Ernst (1992)
- Taxi (1993)
- Villa Felderhof (1996)
- Herberg De Leeuw (2001-2002)

In 1995 ontving het programma Taxi de Persprijs van het Gouden Roos Festival in Montreux. In 1998 ontving Rik Felderhof voor het programma Villa Felderhof de Gouden Televizier-ring.

### Omroepers/omroepsters
op chronologische volgorde
- Tanja Koen (1951-1962)
- Ansje van Brandenberg (1956-1964)
- Els Buitendijk (1963-1966, 1972-1974)
- Rieke van Epen (1963-1972)
- Els Nijssen (1963-1972)
- Diane van Hulst (1967-1984)
- Lenie Couvée (1973-1983)
- Lisette Hordijk (1975-1991)
- Henk Mouwe (1982-1992)
- Thari Schröder (1985-1991)
- Céline van Hoorn (1989-1990)
- Karin Douma (1992)
- Leonie Speelman (1992)

## Radio
Bekende NCRV radio-programma's uit het verleden zijn:
- Dik Voormekaar Show, een komisch radioprogramma van André van Duin en Ferry de Groot;
- Los vast, een radio-muziekevenement met presentator Jan Rietman; regelmatig ook in het land en driemaal in het Feyenoord Stadion in Rotterdam;
- Hoorspelen, zie lijst van Nederlandse hoorspelen;
- Mastklimmen, een spelprogramma gepresenteerd door Johan Bodegraven;
- Vandaag. De Radiokrant van Nederland;
- NCRV Zaterdag Sport, met onder anderen Heinze Bakker, Govert van Brakel en verslaggever Jaap Bax;
- Gospel Rock, met onder anderen Jan Rietman.

Veel beluisterde radioprogramma's waren Stand.nl (Radio 1), Cappuccino (Radio 2), Knooppunt Kranenbarg (Radio 2) en Plein 5 (Radio 5).

## Trivia
- De NCRV kocht de beeldenreeks Genesis van Hilde Van Sumere.